# 芦ヶ崎村
芦ヶ崎村（あしがさきむら）は、かつて新潟県中魚沼郡にあった村。

## 沿革
- 1901年（明治34年）11月1日 - 中魚沼郡赤崎村、谷内村が合併して発足。
- 1955年（昭和30年）1月1日 - 中魚沼郡下船渡村、外丸村、上郷村、秋成村、中深見村と合併し、津南町となり消滅。